# Дренштајнфурт
Дренштајнфурт (њем. Drensteinfurt) град је у њемачкој савезној држави Северна Рајна-Вестфалија. Једно је од 13 општинских средишта округа Варендорф. Према процјени из 2010. у граду је живјело 15.342 становника. Посједује регионалну шифру (AGS) 5570016.

## Географски и демографски подаци
Дренштајнфурт се налази у савезној држави Северна Рајна-Вестфалија у округу Варендорф. Град се налази на надморској висини од 64 метра. Површина општине износи 106,4 km². У самом граду је, према процјени из 2010. године, живјело 15.342 становника. Просјечна густина становништва износи 144 становника/km².

## Међународна сарадња
| Мјесто       | Држава  | Врста сарадње | Од    |
| ------------ | ------- | ------------- | ----- |
| Схерпенхевел | Белгија | контакт       | 1988. |
| Извор        |         |               |       |